# Holopogon nitidiventris
Holopogon nitidiventris là một loài ruồi trong họ Asilidae. Holopogon nitidiventris được Bigot miêu tả năm 1878.